# Архієпископський палац (Задар)
44°06′57″ пн. ш. 15°13′26″ сх. д. / 44.1158381° пн. ш. 15.2239464° сх. д.
Архієпи́скопський пала́ц (хорв. Biskupska palača) — палац архієпископів у м. Задарі (Хорватія), пам'ятка історії та архітектури. Знаходиться на території римського форуму та безпосередньо примикає до церкви Св. Доната.

## Історія
Свій сучасний вигляд набув після реконструкції 1829-1832 років, проведеної у дусі класицизму. Закладення палацу сягає XI ст.. З періоду романіки до Ренесансу будівля зазнала різних перебудов. Останнє відновлення, що передувало сьогоднішньому стану, було проведене у XV ст. при архієпископі Велларессі. На малюнку старого палацу, зробленому до реконструкції XIX ст. зображена мальовнича споруда, у якої під покрівельним навісом є романські сліпі аркади, готичні ренесансні вікна і балкони, висока вузька вежа із готичним зубчатим завершенням зверху.
Перед архієпископським палацом у період середньовіччя знаходилась широка галявина «кампа», на якій у 1565 році була збудована велика цистерна, над якою на площі була збудована криниця. З часом навколо галявини були зведені будинки, які облямували широку і мальовничу площу. Площа слугувала міським ринком і тому була названа Зеленою площею. Цей район був повністю зруйнований через бомбардування міста під час Другої світової війни у 1943-1944 роках.
У 2005 році Архієпископський палац у складі Єпископського комплексу став кандидатом на включення до списку Світової спадщини ЮНЕСКО.